# Agattu
Agattu (aleut Angatux̂) az Aleut-szigetek, közelebbről a szigetlánc nyugati felén lévő Közeli-szigetek tagja.
221 593 km2-es területével Attu után a Közeli-szigetek második legnagyobb szigete, és az Aleut-szigetek egyik legnagyobb lakatlan szigete.

## Geológiai jellemzői
A vulkanikus Aleut-szigetek között Agattu az egyetlen, amely majdnem kizárólag jól beágyazódott üledékes kőzetekből áll. Az amorf szilikátokból és kőtörmelékből kialakult kőzetek egyértelműen vízben rakódtak le. Vulkáni eredetű kőzetek (porfir, diabáz és bazalt) csak elvétve találhatók. Felszínét a jégtakaró formálta.

## Növény- és állatvilága
Agattu a sarkvidéki tundra biom alá sorolható.
A szigeten hét nagy tengerimadár kolónia található, összlétszámuk mintegy 66 ezer példány. A világ vörösarcú kárókatona és kontyos lunda populációjának kb. 1%-a itt fészkel. További madarai: bering-tengeri partfutó, vékonycsőrű víztaposó, hósármány és Leucosticte tephrocotis (a pintyfélék egy alcsaládjába tartozó faj).
Miután a 19. századi orosz és amerikai prémkereskedők által behozott sarki rókákat az 1970-es években eltávolították a szigetről, a korábban itt élő kis kanadai lúd egyik alfaját (Branta hutchinsii leucopareia) és a havasi hófajdot sikerült visszatelepíteni. Utóbbiból 2006-ban legalább 25 költőpárt jelentettek.

## Történelme
A sziget északkeleti részén, Krugloi Pointnál egy 2700-1000 évvel ezelőtt lakott település nyomait, különféle eszközöket, valamint egy ott élő személy csontvázát fedezték fel. A régészek a kő- és csontszerszámokat megmunkálásuk alapján az aleut – néhányukat pedig az azon belül elkülöníthető nyugat-aleut – népcsoportok jellegzetes termékei közé sorolták. A csontváz mellett talált, de nem a temetés során használt megmunkálatlan fabarabok alapján a Michigani Egyetem laboratóriuma az emberi maradványok korát 2500-2630 évesre tette. Mind a temetés körülményei, mind a csontváz fizikai jellegzetességei az aleutokkal hozhatók kapcsolatba.
1745-ben az Evdokim nevű hajón utazó orosz prémvadászok szálltak partra Agattun, ahol az aleutok fegyveresen fogadták őket; a konfliktus lefolyásáról nincs pontosabb információ. Két évvel később a hajó legénysége Attun vészelte át a telet, itt összetűzésekre is sor kerül, amiben több aleut is életét vesztette. Az 1760-as évekre a prémvadászok a Közeli-szigetek lakosait egyetlen, Attu szigetén lévő faluba kényszerítették. A sziget azóta lakatlan.

## Fordítás
- Ez a szócikk részben vagy egészben  az   Agattu című angol Wikipédia-szócikk ezen változatának fordításán alapul.  Az eredeti cikk szerkesztőit annak laptörténete sorolja fel. Ez a jelzés csupán a megfogalmazás eredetét és a szerzői jogokat jelzi, nem szolgál a cikkben szereplő információk forrásmegjelöléseként.